# Milan Pitkin

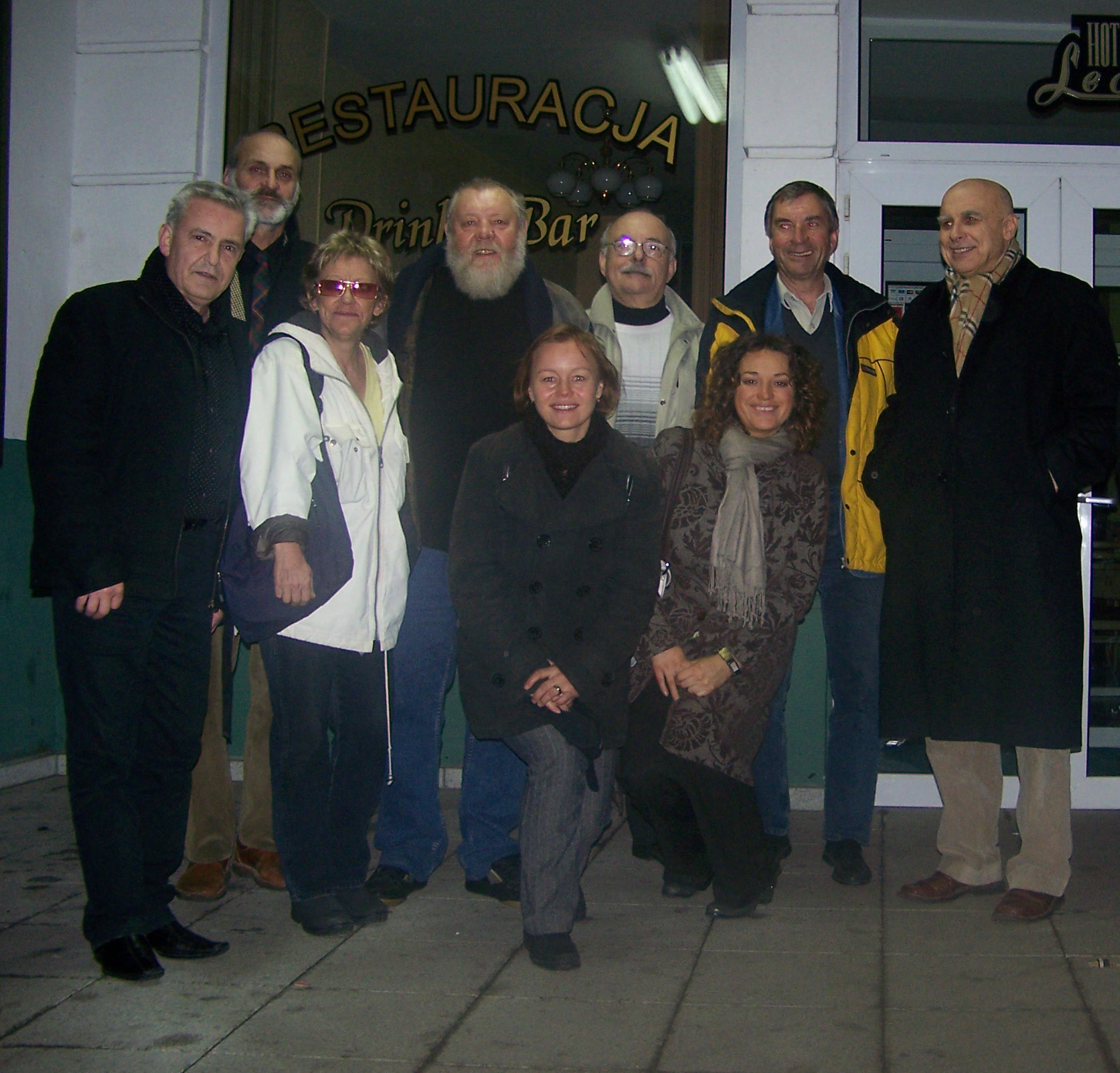
Milan Pitkin (zcela vlevo) se skupinou Banjo band

Milan Pitkin, vlastním jménem Milan Křivský (* 23. května 1950 Praha) je český komik, bavič, hudebník a příležitostný herec.
Jeho humorným stylem je koktání a imitace maďarštiny. Dlouhodobě spolupracoval s Ivanem Mládkem, působil v jeho kapele Banjo Band jako zpěvák a kytarista a vystupoval i v jeho televizních sitcomech Noha 22 nebo Cyranův ostrov. Účinkoval i v různých dalších zábavných pořadech, např. Všechnopárty Karla Šípa nebo Buřtcajk Zdeňka Izera.
Jeho erbovní větou, kterou často zakončuje své skeče, je „no a vo- vo- vo- vo tom to je...“
V současné době se věnuje zejména divadlu. Působí v pražském Divadle u Hasičů a spolupracuje s hercem Jaroslavem Sypalem.

## Diskografie
Vyšlo i několik audio CD s mluveným slovem scének Milana Pitkina:
- Milan Pitkin v Country estrádě 1
- Milan Pitkin v Country estrádě 2
- Milan Pitkin v Country estrádě 3
- Je… Je… Ještě jednou Pitkin

## Pořady
- 1999 – Zlatá mříž (TV Nova)
- 2002 – Country estráda (TV Nova)
- 2003 – Volenka (TV Nova)
- 2003 – Střelnice (TV Nova)
- 2006 – Evergreen show (TV Nova)
- 2007 – U muziky na silvestra (ČT 1)
- 2011 – Všechnopárty (ČT 1)
- 2012 – Buřtcajk (TV Pětka)
- 2012 – Vtip za stovku! (Barrandov TV)

## Seriály
- 2008–2010 – Cyranův ostrov a Cyranův poloostrov (Barrandov TV) – Emerich Cyrany
- 2011 – Noha 22 (Barrandov TV) – pacient Miloš Nepil

## Filmy
- 2013 – Kameňák 4
- 2015 – Vánoční Kameňák